# Val Sangone
La Val Sangone è una valle alpina della parte occidentale del Piemonte, in Provincia di Torino, tracciata dal percorso del torrente Sangone. Si estende per circa 25 km attraversando i comuni di Coazze, Valgioie, Giaveno, Trana, Reano e Sangano; facevano parte della Comunità Montana Valle Susa e Val Sangone, ora Unione dei Comuni Montani Valsangone.

## Geografia

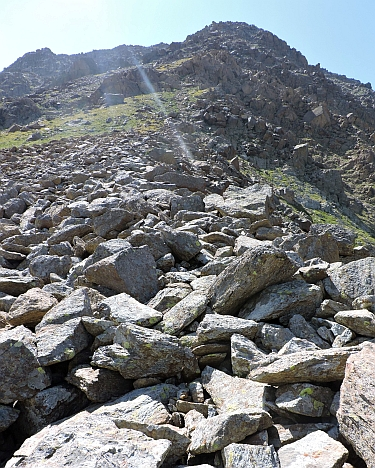
Monte Pian Real

Confina a nord con la Val di Susa (accessibile con il passo del colle Braida e da Trana con la statale per Avigliana), a sud con la Val Chisone e con la conca di Cumiana (accessibile con il passo della Colletta), sorgendo alle falde delle Alpi Cozie. Presenta altitudini contenute, dai 2.714 m s.l.m. della punta Cassafrera poco di fianco il monte Rocciavrè.
I monti principali che contornano la valle sono:
- Punta Cassafrera 2.714 m
- Monte Robinet - 2.679 m
- Monte Pian Real - 2.619 m
- Punta del Lago Nord - 2.616 m
- Punta del Lago Sud - 2.535 m
- Punta Costabruna - 2.406 m
- Rocca Rossa - 2.289 m
- Monte Muretto - 2.278 m
- Monte Bocciarda - 2.215 m
- Monte Uja - 2.159 m
- Punta dell'Aquila - 2.119 m
- Monte Salancia - 2.088 m
- Monte Cugno dell'Alpet - 2.072 m
- Punta dell'Orso - 1.906 m
- Punta del Loson - 1.723 m
- Monte Muretto - 1.705 m
- Monte Paletto - 1.665 m
- Monte Cristetto - 1.611 m
- Monte Freidour - 1.445 m
- Monte Presa Vecchia - 1.291 m
- Monte Ciabergia  - 1.179 m
- Monte Pietraborga - 926 m
- Monte San Giorgio - 837 m
- Truc le Creste - 827 m
- Monte Cuneo o Moncuni - 641 m

## Storia
Abitato con ogni probabilità in epoca preistorica, i primi insediamenti certi sono quelli delle popolazioni celto-liguri (Taurini, Vibelli, Magelli), che scelsero la Val Sangone in virtù della maggiore tranquillità e sicurezza: non è infatti una valle di transito come le adiacenti Val Chisone e Val di Susa.
I primi documenti risalgono invece all'VIII secolo; nel tempo, l'esercizio del potere in Val Sangone variò in modi e soggetti, rimanendo comunque legato alle vicende della vicina e più esposta Val di Susa. Longobardi, Franchi e per mezzo secolo anche Saraceni imperversarono per queste montagne.
Dall'XI secolo la situazione si ristabilizzò, seguendo le evoluzioni della regione: il territorio fu suddiviso in contee e marche, con la creazione di un ampio ceto nobiliare. La giurisdizione della valle fu per lo più contesa tra le potenti abbazie sorte nel tempo, come quella di Novalesa, di Giaveno, di Sangano e di San Michele.
Solamente sul finire del XIV secolo la famiglia Savoia riuscì a impossessarsi dei territori della Val Sangone, instaurando il dominio sabaudo che vedrà solamente due interruzioni: l'invasione francese durante la Guerra di successione spagnola e l'annessione alla repubblica Cisalpina (poi Regno d'Italia) per mano di Napoleone.
Durante la Resistenza in Val Sangone operò la 43ª Divisione autonoma "Sergio de Vitis", guidata da Giulio Nicoletta (vi farà parte anche una medaglia d'oro al valor militare: Renato Ruffinatti). In quegli anni la popolazione locale pagò un alto tributo in termini di vite umane: 1079 combattenti, 388 tra partigiani e civili, quasi 400 case distrutte dall'esercito tedesco; ne sono testimonianza le 6 medaglie d'oro al merito partigiano assegnate in questi luoghi.

## Attività economiche
Le attività economiche in Val Sangone riguardano principalmente i settori secondario e terziario. Cartiere, industrie alimentari e manifatturiere hanno preso il posto delle fonderie di inizio secolo. L'agricoltura, sebbene messa in secondo piano nel dopoguerra, rimane ancora oggi parte integrante del territorio, con la coltivazione di patate, mele, pere, castagne, orzo e la produzione di miele e prodotti caseari tra i quali la toma del lait brusc e il cevrin di Coazze, riconosciuti come presidio Slow Food..
La Val Sangone è anche rinomata per i boschi di faggio e castagno, che coprono gran parte della sua superficie, e per l'abbondanza di funghi presenti nel territorio. Ogni anno, nel mese di ottobre, si celebra infatti la Festa del Fungo a Giaveno. È stata inoltre realizzata presso il Colle Braida di Valgioie un'Aula Didattica Micologica nel bosco, per diffondere la conoscenza di questa importante risorsa.
Una voce importante dello sviluppo riguarda la creazione di parchi e aree protette: la parte più alta della valle è compresa nel territorio del "Parco Alpi Cozie", mentre in alcuni paesi di pianura (Bruino, Rivalta, Orbassano ed altri in cui scorre il torrente) è stato istituito da pochi anni un parco fluviale, per il recupero e la protezione dell'habitat naturale.
Nel vallone del Ricciavrè a circa 1000 metri di altitudine si trova l'antica miniera di talco Garida ora in fase di riqualificazione per una futura fruizione turistica.